# Katja Kabanova
Katja Kabanova (češ. Káťa Kabanová) je opera v treh dejanjih (šestih slikah) češkega skladatelja Leoša Janačka. Po vrsti je to skladateljeva šesta opera, ki je bila krstno izvedena v Brnu 3. novembra 1921. Libreto je po drami A. N. Ostrovskega Nevihta spisal Vincenc Červinka. Skladatelj se je odločil uglasbiti besedilo zaradi naklonjenosti do ruskih realistov in Rusije nasploh.
Slovenska praizvedba je bila na odru ljubljanske Opere 26. maja 1934 v prevodu in pod taktirko Nika Štritofa.

## Osebe
- Savelj Prokofjevič Dikoj, trgovec - bas
- Boris Grigorjevič, njegov nečak - tenor
- Marfa Ignatjevna Kabanova (Kabaniha), bogata trgovčeva vdova - alt
- Tihon Ivanič Kabanov, njen sin - tenor
- Katja, njegova žena - sopran
- Vanja Kudrjaš, učitelj - tenor
- Barbara, rejenka pri Kabanovih - mezzosopran
- Kuligin, Kudrjašev prijatelj - bariton
- Glasa, služkinja - mezzosopran
- Fekluša, služkinja - mezzosopran
- žena
- ribič
- meščani in meščanke.

## Vsebina
Godi se v ruskem mestu Kalinov okoli leta 1860.

### Prvo dejanje

#### Prva slika
Obrežje reke Volge.
Učitelj Kudrjaš stoji ob Volgi in občuduje naravo. Služkinja Glaša pa je ravnodušna za vse lepote, ki jih vidi učitelj. Nedaleč stran ugledata starega in nasilnega Dikoja, ki vpije na svojega nečaka Borisa Grigorjeviča. Očita mu lenobo in nepripravljenost na vsakršno delo. Da bi se ne srečali, se raje umakneta.
Kudrjaš se približa Borisu, ki ga je stric napodil domov. Čudi se mu, da more zdržati pri tem starcu in prenašati njegovo surovost. Boris prične pripovedovati svojo zgodbo. Najprej pove o svoji stari materi Amfisi Mihajlovni, ki je bila sprta z njegovim očetom, zato so vedno živeli v Moskvi, kjer so bili otroci vzgojeni za boljše življenje. Starši so umrli za kolero; skupaj s sestro sta ostala sama. Kmalu je umrla tudi stara mati, ki je zapustila veliko premoženja, vendar ga s sestro smeta dobiti šele ob polnoletnosti in če se bosta dobro razumela s stricem Dikojem. Pravi, da bi sam že zdavnaj odšel, pa tega ne stori zaradi svoje sestre. K Kudrjašu in Borisu pristopi Fekluša in vsi trije se pričnejo pogovarjati o tukajšnjih ljudeh, ki so pobožni in bogati. Beseda nanese na Kabanove. Boris izpove, da je zaljubljen v poročeno ženo, v Katjo Kabanovo.
Hiši se bližajo Katja, njen mož Tihon, njegova mati Kabaniha in rejenka Barbara.
Mati kara svojega sina. Odkar se je oženil, se je spremenil. Očita mu, da ji ne izkazuje več ljubezni, ženo pa da preveč ljubi in je premalo strog z njo. Oba, Katja in Tihon, ji zatrjujeta, da jo ljubita kakor prej, vendar ne moreta prepričati ljubosumne Kabanihe. Prepiri sina z materjo zaradi Katje so v zadnjih časih vedno pogostejši. Tihon ljubi Katjo in smili se mu, ker jo mati preganja po nedolžnem. Tudi Barbara sočustvuje s Katjo.

#### Druga slika
Soba pri Kabanovih.
Katja odloži ročno delo in zaupno razkrije Barbari svoja čustva, sanje in hrepenenja. Katja sluti, da drvi v pogubo, ker jo neka notranja sila vleče
iz tira dosedanjega življenja. Natančno čuti vso grozo človeka, ki stoji tik nad prepadom, upira in bojuje se, vendar je brez moči. Njen mož Tihon, pripravljen za potovanje, vstopi.
Katja ga prosi, naj ne odpotuje ali naj jo vsaj vzame s seboj. Boji se, da se bo v njegovi odsotnosti zgodila nesreča. Vse prošnje so zaman.
Kabaniha vstopi in ukaže, da se izvrši slovo po stari navadi. Katja zato objame soproga okoli vratu, ta se poslovi in hitro odide.

### Drugo dejanje

#### Prva slika
Pri Kabanovih.
Kabaniha kara svojo snaho Katjo, ker ne žaluje za svojim možem. Druge žene jočejo cele dneve, ko odpotuje mož. Pravi ji, da bi se vsaj prisilila k joku. Katja ji odgovori, da tega ne bo počela, ker tega ne čuti. Kabaniha jezna odide.
Nato vstopi Barbara in naskrivaj izroči Katji ključ od vrtnih vrat, ki jih Kabaniha skrbno zapira in pazi, da bi kdo ne prišel h Katji. Barbara je posredovala za sestanek med Katjo in Borisem. Katja se dolgo brani vzeti ključ, naposled ga vzame in skrije.
Stari Dikoj pride pijan na obisk k Kabanihi. Kadar pričnejo klepetati starci, so pogovori zelo dolgi. Priložnost izkoristi Katja za skrivni sestanek.

#### Druga slika
Vrt pri Kabanovih.
Kudrjaš pričakuje Barbaro. Iz dolgočasja zaigra na kitaro in zapoje pesem. Boris pride na sestanek. Kudrjaš ga prvi opazi in nagovori. Kmalu pride še Barbara in sporoči Borisu, da bo Katja prišla vsak hip.
Kudrjaš in Barbara odideta stran in si poiščeta za svoj sestanek drug prostor v vrtu. Plaha pride Katja. Z Borisom si po krajšem pogovoru izpovesta ljubezen. Ona je v obupnem boju s seboj in nedovoljeno ljubeznijo, vendar slednja zmaga. 
Na vrtu se dva zaljubljena para pozno ponoči poslovita.

### Tretje dejanje
Dva tedna pozneje.

#### Prva slika
Pred obokom razpadajočega poslopja. Nevihta.
Kudrjaš in njegov prijatelj Kuligin stopita pod obok. Tudi ljudje iz promenade iščejo v nevihti zatočišča pod njim. Na oboku so vidni ostanki slike Ivana Groznega in pogovor se vrti okrog tega tiranskega vladarja. Dikoj pride, vsi ga spoštljivo pozdravijo.
Dikoj in Kudrjaš se pričneta pogovorjati o nevihti in streli. Kudrjaš trdi, da je nevihta izenačenje in sproščenje elektrike, Dikoj pa pravi, da je kazen božja. Nevihta polagoma poneha, vsi odidejo in prizorišče se izprazni. 
Barbara prihiti iščoč Borisa. Ko ga zagleda, ga pokliče k sebi in mu sporoči, da se je Katjin soprog Tihon vrnil, Katja pa je vsa iz sebe in joče. Svojemu možu in tašči je vse priznala. Katja pride, kmalu za njo Dikoj, Kabaniha in Tihon. Vpričo vseh prizna Katja svoj greh in zbeži v nevihto.

#### Druga slika
Samotna pokrajina na obrežju Volge.
Tihon in Glaša mrzlično iščeta Katjo. Kudrjašev in Barbara nastopita. Odločita, da je najboljše, če zbežita v Moskvo — v novo veselo življenje. Odideta.
Z druge strani pride počasi Katja. Žalostna je. Sama je vse izdala, sama se je obsodila, vendar ni mogla drugače. Ljudje, ki prihajajo mimo, jo čudno in prezirljivo gledajo.
Pred vsakim povesi oči. Nič jo več ne veseli. Predno umre, bi rada videla edino Borisa. Ko pride, mu plane okoli vratu in joče. Svojemu dragemu izpove vso
bolečino in tragiko prepovedane ljubezni. Delala je samo to, kar ji je narekovalo srce, zato mora trpeti in umreti. Ker je vsak korak nazaj nemogoč, Borisa odrine in skoči v Volgo.
Kuligin je videl neko žensko skočiti v valove in je poklical pomoč. Iz Volge rešijo samo mrtvo truplo nesrečne Katje. Stara Kabaniha ostane tudi ob mrtvem snahinem truplu hladna in neusmiljena. V njeni smrti vidi samo božjo kazen. Katja je dotrpela.